# シャイレーンドラ朝
シャイレーンドラ朝（シャイレーンドラちょう、英語: Sailendra、インドネシア語: Wangsa Sailendra、752年? - 832年?）は、8世紀半ばから9世紀前半にかけてジャワ島中部に建てられた王朝。シャイレーンドラはサンスクリット語で「山からの王」「山の王家」という意味。王家は、サンスクリット語と北インド系の文字を使用し、大乗仏教を信奉した。

## 王朝の起源
中部ジャワに栄え、ボロブドゥール寺院を造営したことで知られるシャイレーンドラ朝は、はじめはジャワに、のちにはスマトラ島のシュリーヴィジャヤにも君臨して、やがてそれと合邦してシュリーヴィジャヤの名で繁栄をつづけた。漢文史料では、7世紀から9世紀まで断続的に朝貢している「訶陵国」がシャイレーンドラであろうとされる。また、シャイレーンドラは、その意味（「山の王家」）から、インドシナ半島の古代王国「扶南」のプノン（山）と関係があり、シャイレーンドラ・シュリーヴィジャヤ王国は何らかの意味で、扶南の後継者にあたるのではないかとする見方がある。
この王朝の成立経緯については、従来、シュリーヴィジャヤ王国が8世紀半ば以降にジャワ島中部に進出したという説と、ジャワに成立した王家でのちにシュリーヴィジャヤに君臨した王朝であるという説がある。人種的にも、モンゴロイドではないかという説もあれば、オーストラロイド系のマレー人とする見方もあり、近年では後者の見解が有力である。このように、シャイレーンドラ朝の起源については諸説あるが、中部ジャワ北岸のブカロナン周辺（プカロンガン地方）で見つかったムラユ語（古マレー語）の碑文は7世紀初めと推定され、そこに「セレーンドラ」王とその両親、妻の名前が列挙されており、彼を王朝の始祖とする説が有力である。
マレー半島中部のナコンシータマラート（タイ王国ムアンナコーンシータンマラート郡）で発見された、775年のサンスクリット語の碑文には、ヴィシュヌという名の「シャイレーンドラ王家のシュリーヴィジャヤ王」が3寺院を建立したと記されていることから、この時期、シュリーヴィジャヤ国がシャイレーンドラ王家に支配されるようになったということがうかがわれる。ただし、その経緯については詳細がよくわかっていない。

## 中部ジャワの支配とボロブドゥールの造営

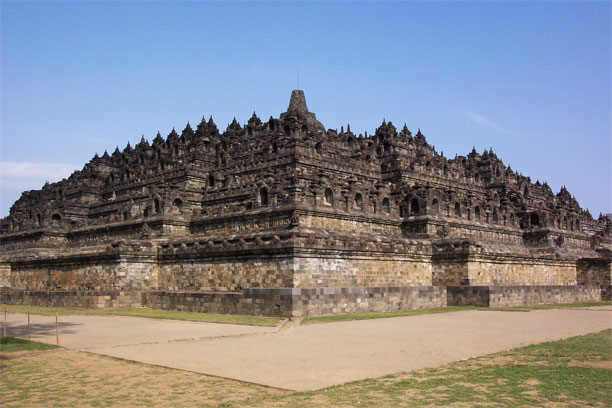
ボロブドゥール遺跡

シャイレーンドラ王家の碑としてはカラサン碑文（778年）、クルクタ碑文（782年）があり、シャイレーンドラの中部ジャワでの支配が確立したのは、パナンカラン大王が「山からの王（シャイレーンドラ）」という称号が与えられて以来とされている。その後、一時はヒンドゥー教を奉ずる古マタラム王国を圧倒した。
王家は大乗仏教を保護し、ボロブドゥール寺院を造営した。
ボロブドゥール寺院は底部の一辺が120メートル、高さ約42メートルという巨大な石造ストゥーバである。ボロブドゥールは、ダルマトゥンガ王（ヴィシュヌ王）（在位：775年以前 - 782年）治下の780年頃から建造が開始され、サングラーマグナンジャヤ王（在位：782年 - 812年）治下の792年頃に一応の完成をみたと考えられ、サマラトゥンガ王（在位：812年 - 832年）のときに増築されたものとみられている。
ダルマトゥンガ王は、サリ寺院（チャンディ・サリ）や、とくにプランバナン渓谷のカラサンに建てたチャンディ・スヴーを中心とする240の付属寺院からなる複合建築（総称してカラサン寺院）を建立しており、このころ、文学では、サンスクリットの辞典『アマラテラ』を古代ジャワ語に翻訳する作業に着手している。

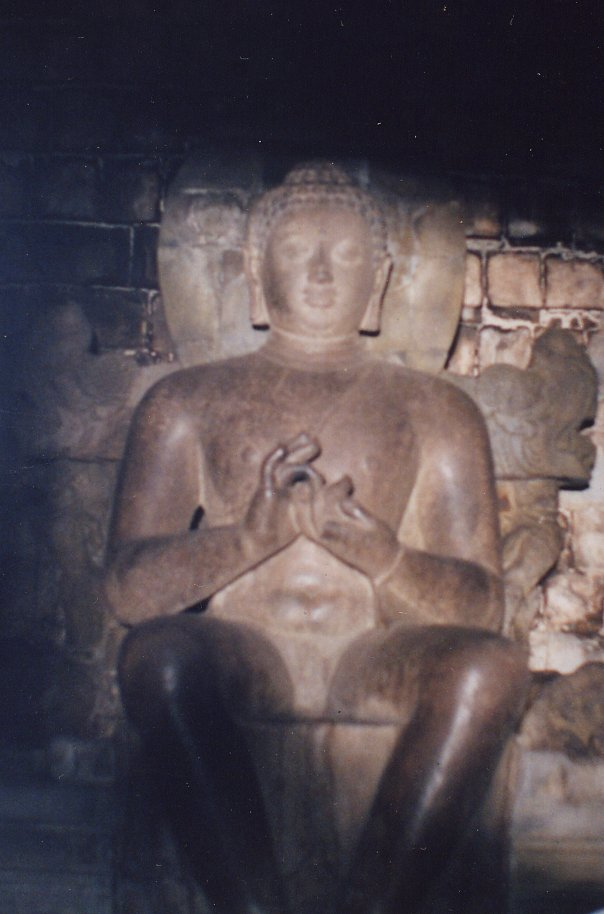
ムンドゥット寺院の如来倚座像

ダルマトゥンガ王の死後、その王子が後を継いだ。これがサングラーマグナンジャヤ王（サングラーマ王）である。王は、800年ごろにチャンディ・セウを建立している。プランバナン村の北に位置し、1つの大きなチャンディを中心に340もの小さなチャンディをめぐらせたものであるが、大部分が崩れ、現在に至っても修復されていない。
ボロブドゥールの東約3キロメートルには、ムンドゥット寺院（チャンディ・メンドゥート）があり、堂内に安置された3体の石造仏で知られる。ことに中央の如来倚座像は、その美しさで知られる。ボロブドゥールとムンドゥットの両寺院の間にはパオン寺院があり、3寺院は一連の構造物であるとの見方もある。これは、825年にサングラーマナンジャヤ王の子、サマラトゥンガ王によって増築ないしは建立されたものである。こんにち、ボロブドゥール寺院とムンドゥット寺院、パオン寺院はボロブドゥール寺院遺跡群として、一括して世界遺産に登録されている。
シャイレーンドラ全盛時代にあっては、古マタラム王国のサンジャヤ王の子孫はこれに服属し、シヴァ信仰を保ちながら、仏教建造物への寄進をおこなった。両王国の関係は必ずしも敵対的ではなく、9世紀中ごろにはサマラトゥンガ王の娘と考えられるシャイレーンドラ王女プラモーダワルダニーとサンジャヤ朝の王子ラカイ・ピカタンが結婚し、プランバナン寺院群を完成させた。まもなく、シャイレーンドラ王家出身のサマラーグラビーラは勢力争いに敗れてシュリーヴィジャヤに逃れ、その地の王となったと考えられている。

## 東南アジア世界のなかのシャイレーンドラ朝
古来稲作の好適地であったジャワでは、農業を基本とする社会の形成も古く、3世紀までには萌芽的な諸権力がいくつも形成されていたものとみられているが、ジャワ全体を統一するような権力は9世紀後半まであらわれなかった。したがって、シャイレーンドラ朝もまたジャワにあった諸勢力のうちのひとつであった。
8世紀後半、シャイレーンドラ朝は、広く東南アジアの海域に進出した。当時のカンボジアやベトナム南部のチャンパ王国の碑文には、ジャワの水軍が襲来したことが記されている。767年には安南都護府（ハノイ）が「崑崙闍婆軍」に攻略されているが、なぜこの時期にシャイレーンドラが大発展を遂げ、遠征を繰り返したかについての理由はよくわかっていない。
また、カンボジアのクメール人にひろまった大乗仏教は、シャイレーンドラの影響が大きかったのではないかという見解もある。、ジャヤーヴァルマン2世が、9世紀のはじめにアンコール朝を起こしたとき、「ジャワの宗主権からの解放者」と称されたことを根拠としている。ジャヤーヴァルマン2世が新王朝を開くきっかけとなった事件は、10世紀の、アッバース朝とインド・中国・東南アジアとの交易の実体を記したアラビア語文献『中国とインドの諸情報－第二の書』にザーバジュのマハーラージュの王国がクマール国を襲撃した事件として記載されている。ザーバジュはシャイレーンドラ、マハーラージュはインド古来の大王の称号マハーラージャ、クマールはクメール国であり、シャイレーンドラがクメール王を殺害してしばらくの間クメール国を属国とした。その後クメール王族の一人ジャヤーヴァルマン2世がジャワから帰還し、新王朝を開いたと考えられる。
ジャワのシャイレーンドラ王家は、832年には、ジャワに並立する別の権力で、ムラユ語を用いるパラル王朝に服属させられている。シャイレーンドラ王女プラモーダワルダニーが、上述のように、中部ジャワのもう一つの権力であるサンジャヤ王統のピカタンと結婚したのは、パラル王朝への対抗策であったとも考えられる。
シャイレーンドラは、こののちシュリーヴィジャヤ王家と姻戚関係をもち強大化をめざしたものの、古マタラム王国などのヒンドゥー勢力によりジャワより後退した。ジャワでは大乗仏教が衰えて、ふたたびシヴァ信仰のヒンドゥー文化がさかんになった。いっぽう、9世紀半ばには、シャイレーンドラはシュリーヴィジャヤと合邦して11世紀の滅亡までスマトラ島を本拠地として、政治力と商業力で周囲に君臨した。南インドのチョーラ朝の碑文（1006年）にはその子孫がネーガバタムに精舎を建てたとあるが、その後の歴史は不明である。
シュリーヴィジャヤ王国もまた仏教を保護し、インドのナーランダー僧院とも深い関連をもっていたとされる。

## シャイレーンドラ朝の統治者一覧
伝統的にシャイレーンドラ時代は8世紀から9世紀のジャワ島中央部に置かれている。パナンカラン王（778年頃）からサマラトゥンガ（在位：812年 - 832年）の期間である。最近の解釈では、シャイレーンドラ家の時代はより長期に渡ったとされ、7世紀中葉（ソジョムルト碑文）から11世紀初頭（チョーラ朝によるシャイレーンドラ王朝の没落）の間だと考えられている。この期間、シャイレーンドラ王朝は中部ジャワとスマトラ島を支配した。シュリーヴィジャヤ家との婚姻関係が結ばれ、二つの王家の血筋は交じり合った。シャイレーンドラは最終的にシュリーヴィジャヤと中央ジャワのマタラムをも支配するに至った。
幾人かの史家がシャイレーンドラ統治者の一覧と順番を復元してきたが、中には意見の一致を見ない部分がある。Boechariはソジョムルト碑文を用いて所期シャイレーンドラの王統の復元を試み、Slamet MuljanaやPoerbatjarakaなど他の史家達はマタラムのサンジャヤ（在位：732年 - 746年）とシュリーヴィジャヤをチャリタ・パラヒヤンガン写本を元に関連づけて中後期の王統の復元を試みている。王統の復元は少なからず混乱しているが、それはシャイレーンドラが多くの王国、例えばカリンガ、マタラムや後期シュリーヴィジャヤを統治していたことにある。この結果、同じ名前の王がしばしば重複して登場し、同時期にこれらの王国を統治している。以下のリストにも疑問符（"?"）付きの部分が多いが、これは史料が欠けている為である。
| 年代          | 王または統治者の名前                                              | 都                                     | 石碑及び史料 | 出来事 |
| ------------- | ----------------------------------------------------------------- | -------------------------------------- | --- | --- |
| 650年頃       | サンタヌ（Santanu）                                               | ?                                      | ソジョムルト碑文（670年頃 - 700年） | シヴァ派で古マレー語を話した一族は中央ジャワの海岸地帯へと移住し始めたが、スマトラ起源、またはシュリーヴィジャヤを宗主国とするジャワ現地人の王家（臣従国）が起源であるとされる。 |
| 674年頃       | ダプンタ・ヒャン （ダプンタ・スレンドラ / Dapunta Selendra）      | バタン県（中部ジャワの北岸）           | ソジョムルト碑文（670年頃 - 700年） | 王家の支配を確立し、'Selendra'（シャイレーンドラ）の語が最初に言及されている王。 |
| 674年 - 703年 | シマ（女王）（?）                                                 | カリンガ（ペカロンガンとジェパラの間） | チャリタ・パラヒヤンガン写本、会寧（Hwi-ning）が、664年に訶陵王国（Ho-Ling または Kaling）を、674年にシマ女王統治下の王国を訪れたとしている。 | カリンガ王国を統治 |
| 703年 - 710年 | Mandimiñak（?）                                                   | ?                                      | チャリタ・パラヒヤンガン写本 | |
| 710年 - 717年 | サンナ（Sanna）                                                   | ?                                      | チャンガル碑文（732年）、チャリタ・パラヒヤンガン写本                                                                                         | ジャワを統治したが、死後に王国は他国の侵略を受け混乱に陥った。 |
| 717年 - 760年 | サンジャヤ（en）                                                  | 古マタラム王国、中央ジャワ             | チャンガル碑文（732年）、チャリタ・パラヒヤンガン写本                                                                                         | サンナの甥であるサンジャヤは秩序を回復させ、王位を継承した。この出来事を新しい王朝サンジャヤ朝の創設ととらえた歴史家がいた一方で、シャイレーンドラ朝が継続したとみなした歴史家もいた。 |
| 760年 - 775年 | ラカイ・パナンカラン                                              | 古マタラム王国、中央ジャワ             | サンカラ碑文、カラサン碑文（778年）、チャリタ・パラヒヤンガン写本                                                                             | ラカイ・パナンカランはシヴァ崇拝から大乗仏教に改宗し、カラサン寺院を建造した。 |
| 775年 - 800年 | ダラニンドラ                                                      | 古マタラム王国、中央ジャワ             | ケルラク碑文（782年）、リゴールB碑文（787年頃）                                                                                               | スマトラのシュリーヴィジャヤも支配し、Manjusrigrha寺院を建設、ボロブドゥールの建設を開始した（770年頃）。ジャワはリゴールおよび南カンボジア（真臘）を支配した（790年頃）。 |
| 800年 - 812年 | サングラーマグナンジャヤ                                          | 古マタラム王国、中央ジャワ             | リゴールB碑文（787年頃） | シュリーヴィジャヤも支配したが、カンボジアを失った（802年）。 |
| 812年 - 833年 | サマラトゥンガ                                                    | 古マタラム王国、中央ジャワ             | Karangtengah inscription（824年） | シュリーヴィジャヤも支配し、ボロブドゥールを完成させた（825年） |
| 833年 - 856年 | プラモーダヴァルダニー 夫のラカイ・ピカタンとともに共同統治した。 | 古マタラム王国、中央ジャワ             | Shivagrha inscription（856年） | バーラプトラに勝利し、シュリーヴィジャヤ王国に追い出した。プランバナン寺院およびプラオサン寺院を建築した。ピカタンの後継者である、ロカパラ（Lokapala、850年 - 890年）からワワ（Wawa、924年 - 929年）までの古マラタム王国の王はシャイレーンドラ朝の家系であるが、マンティヤシ碑文（907年）に見られるバリトゥン（Balitung、898年 - 910年）は、サンジャヤ朝の家系とされる。 |
| 833年 - 850年 | バーラプトラ・デワ（BalaputraまたはBalaputradewa）。              | シュリーヴィジャヤ、南部スマトラ       | Shivagrha inscription（856年）、ナーランダ碑文（860年）                                                                                       | ピカタン・プラモーダヴァルダニーに敗北し、中央ジャワから追い出されスマトラに逃げ、ジャワ出身のシャイレーンドラ朝の正当な後継者としてシュリーヴィジャヤを統治した。 |
| 960年頃       | Śri Udayadityavarman                                              | シュリーヴィジャヤ、南部スマトラ       | 中国への使節団（960年および962年） | 朝貢および貿易のため中国へ使節団を送った。 |
| 980年頃       | Haji (Hia-Tche)                                                   | シュリーヴィジャヤ、南部スマトラ       | 中国への使節団（980年 – 983年） | 朝貢および貿易のため中国へ使節団を送った。 |
| 988年頃       | Sri Culamanivarmadeva                                             | シュリーヴィジャヤ、南部スマトラ       | 中国への使節団（988年 - 992年 - 1003年）、タンジョール碑文もしくはレイデン碑文（1044年）                                                      | 朝貢および貿易のため中国へ使節団を送った。ジャワの王ダルマヴァンシャはシュリーヴィジャヤを占領したが、そこには中国皇帝のために寺院が建設されており、ラージャラージャ1世に捧げられた。 |
| 1008年頃      | Sri Maravijayottungga                                             | シュリーヴィジャヤ、南部スマトラ       | 中国への使節団（1008年） | 朝貢および貿易のため中国へ使節団を送った（1008年）。 |
| 1017年頃      | Sumatrabhumi                                                      | シュリーヴィジャヤ、南部スマトラ       | 中国への使節団（1017年） | 朝貢および貿易のため中国へ使節団を送った（1017年）。 |
| 1025年頃      | サングラマ・ウィジャヤトゥンガワルマン                            | シュリーヴィジャヤ、南部スマトラ       | チョーラ碑文（ブリハディーシュヴァラ寺院、タンジャーヴール）                                                                                  | チョーラ朝がシュリーヴィジャヤを急襲し、首都はラージェーンドラ1世によって占領された。 |